# SummerSlam (2007)
SummerSlam 2007 est le vingtième SummerSlam, pay-per-view de catch produit par la World Wrestling Entertainment. D’abord programmé au Madison Square Garden à New York, il s’est finalement déroulé le 26 août 2007 au Continental Airlines Arena d’East Rutherford dans le New Jersey (c’était la troisième fois qu’un SummerSlam s’y déroulait après le 1989 et le 1997) et présentait des lutteurs de chacune des brands de la WWE : Raw, Smackdown et ECW. La totalité des tickets, mis en vente le 30 décembre 2006, s'est vendue en seulement 40 minutes.
La feud principale de la soirée, une rivalité scénarisée entre John Cena et Randy Orton, avait pris forme au cours des shows Raw précédant l’évènement. Lors de l’édition du 23 juillet 2007, Jonathan Coachman avait annoncé qu’Orton était l’aspirant no 1 au Championnat de la WWE. Les semaines suivantes, Orton a alors provoqué Cena en interférant dans ses matchs pour l’attaquer. Du côté de Smackdown, la rivalité dominante opposait The Great Khali à Batista. Après que Khali a battu Batista et Kane dans un Triple Threat Match, Theodore Long l’avait engagé contre Batista pour défendre le Championnat du monde poids-lourds de la WWE à SummerSlam. Enfin, pour l’ECW, c’est une victoire de CM Punk sur Johnny Morrison dans un 15-Minutes Of Fame Match qui lui a permis de s’imposer en tant qu’aspirant à l’ECW Championship.
La carte proposait un total de neuf combats : six matchs simples, un Triple Threat Match, un concours improvisé de buveurs de bière et une Royal Battle impliquant douze Divas. Quatre des neuf titres de la WWE ont été remis en jeu, tous ayant été conservés par leur détenteur.
Les principaux combats de la soirée ont vu la victoire par tombé de John Cena sur Randy Orton pour le WWE Championship (à la suite de son F-U), la disqualification intentionnelle (par un coup de chaise) du Great Khali face à Batista pour le World Heavyweight Championship ; et la défaite de CM Punk face au champion ECW John Morrison, ce dernier s'étant aidé des cordes pour river les épaules de son adversaire au sol. Les autres affrontements mettaient aux prises Rey Mysterio et Chavo Guerrero, et Triple H et Booker T.
Les rivalités se sont pour la plupart poursuivies après l’évènement. CM Punk a notamment continué d’affronter John Morrison jusqu’à lui prendre l’ECW Championship le mois suivant, lors d’un show hebdomadaire. Le lendemain de SummerSlam, Orton est intervenu dans un match opposant Cena à Booker T et a accentué leur sa rivalité en attaquant le père de son ennemi. Batista quant à lui a finalement réussi à détrôner le Great Khali à Unforgiven, le PPV suivant, au cours d’un Triple Threat Match (avec Rey Mysterio).

## Contexte

### Umaga contre Carlito contre Mr. Kennedy
À l’origine, la WWE avait planifié une storyline entre les membres de la série télévisée Jackass et Umaga qui devait conduire à un match à SummerSlam. Il avait été annoncé que cette rivalité débute au PPV précédent, The Great American Bash, mais elle a été annulée par le désistement des Jackass à la suite du désintérêt des médias pour le double homicide et le suicide de Chris Benoit.

### Batista contre The Great Khali (w/ Ranjin Singh)
Lors du show SmackDown du 6 juillet, The Great Khali lance un défi ouvert pour un match à The Great American Bash qu’accepte de relever Batista plus tard dans la soirée. À l’édition suivante de SmackDown, l’affrontement entre Khali et Batista est officialisé par une signature de contrat. Ce même soir, Edge, le Champion du monde poids-lourds de l’époque, qui est supposé remettre son titre en jeu face à Kane à The Great American Bash, subit une réelle blessure – une déchirure du muscle pectoral gauche – après une attaque de Kane. Le 20 juillet, à SmackDown, Edge laisse donc le titre vacant et s’absente pour se faire soigner.
Le General Manager de SmackDown, Theodore Long, annonce alors l’organisation d’une Bataille royale à 20 au cours de la soirée pour déterminer un nouveau Champion du monde poids-lourds. The Great Khali remporte le combat et devient ce nouveau champion en éliminant en dernier Kane et Batista. Il les bat ensuite tous les deux pour retenir le titre à The Great American Bash. Cinq jours plus tard, à SmackDown, Batista interrompt un discours de Khali et lui propose un match à SummerSlam. La semaine suivante, lors du show SmackDown du 3 août, Long officialise cet affrontement entre Khali et Batista pour le titre.

### John Cena contre Randy Orton
À The Great American Bash, John Cena bat Bobby Lashley pour retenir le titre majeur de la fédération. Le soir suivant, à Monday Night Raw, après un Handicap Match dans lequel Cena est impliqué, Randy Orton s’invite pour lui appliquer son RKO. Peu de temps après, Jonathan Coachman, alors Assistant Exécutif, annonce Orton comme le nouvel aspirant no 1 au Championnat de la WWE. Auparavant, Orton avait d’ailleurs affirmé qu’il n’avait jamais affronté Cena en un-contre-un pour le Championnat de la WWE.
Lors du Monday Night Raw du 30 juillet, Carlito bat John Cena dans un match sans enjeu après l’intervention de Randy Orton. Trois semaines plus tard, lors du WWE Saturday Night's Main Event du 18 août, Cena affronte une nouvelle fois Carlito dans un match sans enjeu qu’il remporte. Après le combat, Orton fait irruption et attaque Cena, lui portant son RKO sur une chaise en acier.

## Tableau des résultats

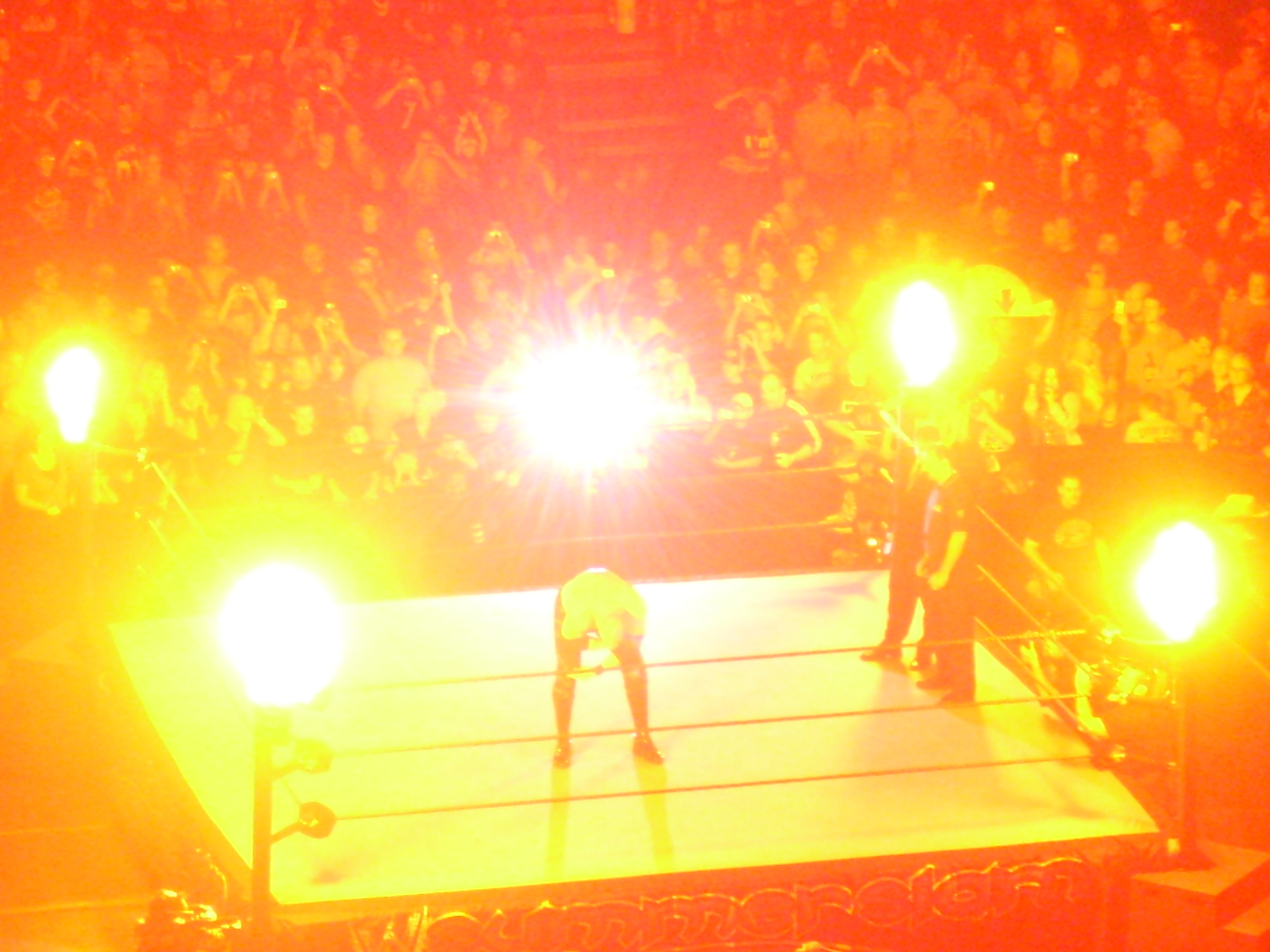
Kane lors de son entrée à SummerSlam 2007.

| #                                                                | Match | Stipulation                                                                                          | Durée |
| ---------------------------------------------------------------- | --- | --- | ----- |
| Dark                                                             | Lance Cade et Trevor Murdoch battent Paul London et Brian Kendrick                                                                                    | Tag Team Match                                                                                       | 7:27  |
| 1                                                                | Kane bat Finlay. | Match Simple                                                                                         | 8:54  |
| 2                                                                | Umaga (c) bat Carlito et Mr. Kennedy | Triple Threat Match pour le WWE Intercontinental Championship                                        | 7:35  |
| 3                                                                | Rey Mysterio bat Chavo Guerrero | Match Simple                                                                                         | 12:06 |
| 4                                                                | Beth Phoenix bat Michelle McCool, Torrie Wilson, Melina, Mickie James, Jillian Hall, Kelly Kelly, Kristal Marshall, Victoria, Layla, Maria, et Brooke | Interpromotional Diva Bataille Royale. La gagnante obtient un match pour le WWE Women's Championship | 7:09  |
| 5                                                                | John Morrison (c) bat CM Punk | Match Simple pour le ECW Championship                                                                | 7:09  |
| 6                                                                | Triple H bat Booker T (avec Queen Sharmell) | Match Simple                                                                                         | 7:58  |
| 7                                                                | Batista bat The Great Khali (c) par disqualification                                                                                                  | Match Simple pour le World Heavyweight Championship                                                  | 6:51  |
| 8                                                                | John Cena (c) bat Randy Orton | Match Simple pour le WWE Championship                                                                | 21:20 |
| (c) désigne le(s) champion(s) défendant son titre dans le match. | | |       |